# Marcel Bezençon

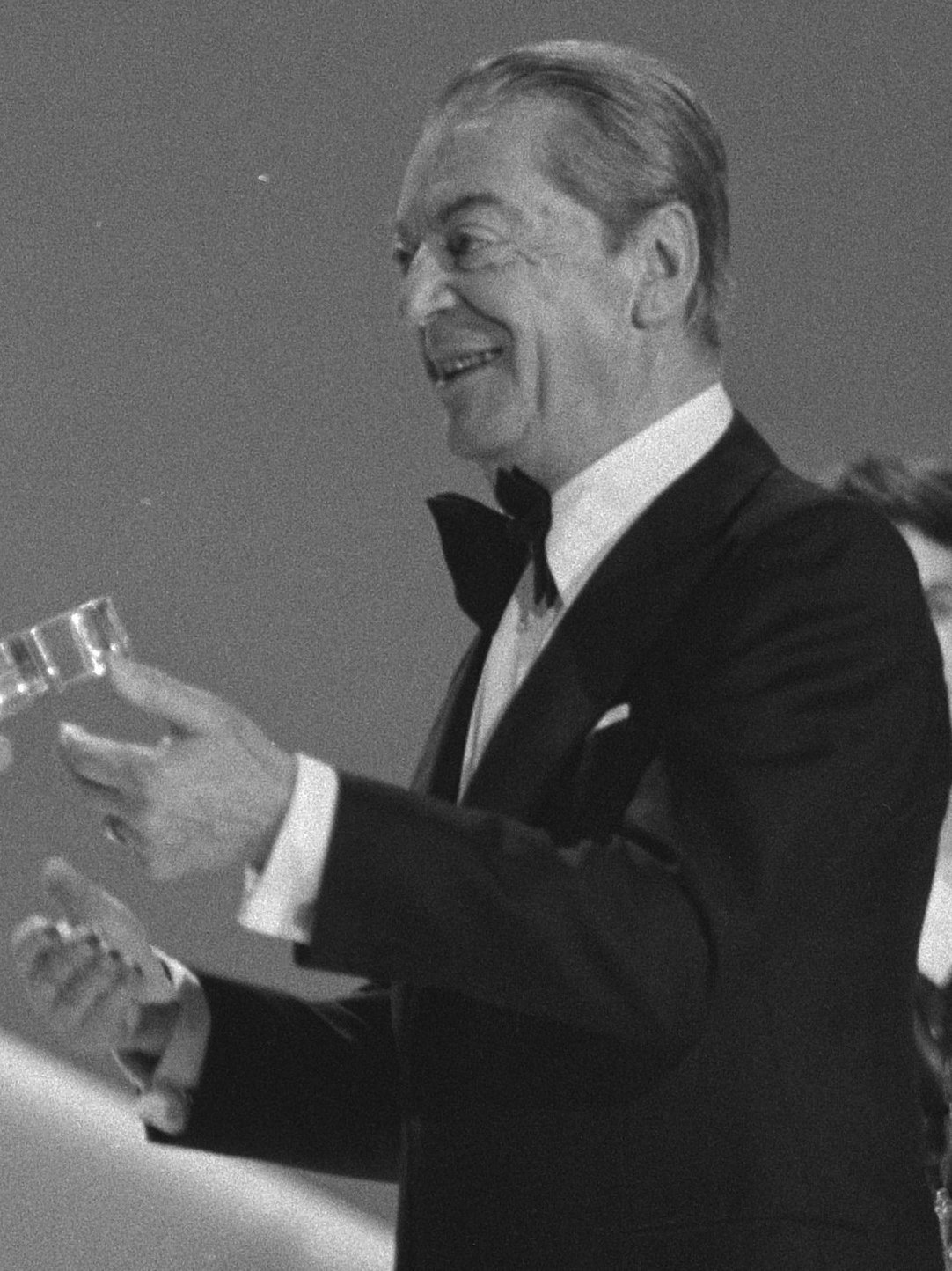
Marcel Bezençon beim Eurovision Song Contest 1980

Marcel Bezençon (* 1. Mai 1907 in Orbe; † 17. Februar 1981 in Lausanne) war ein Schweizer Journalist und langjähriger Generaldirektor der Schweizerischen Radio- und Fernsehgesellschaft (SRG). Er gilt als Erfinder des Eurovision Song Contest.

## Leben
Bezençon studierte Literatur an der Universität Lausanne und machte 1932 einen Abschluss in Kunstgeschichte. 
Zu Beginn seines Studiums wurde er 1925 Mitglied der Waadtländer Sektion der Schweizerische Studentenverbindung Helvetia.
Nebenher war er als freier Kunst- und Theaterkritiker tätig und anschliessend zunächst Herausgeber der Zeitung Feuille d’Avis. Von 1939 bis 1950 war Bezençon Direktor bei Radio Suisse Romande, von 1950 bis 1972 Generaldirektor der SRG.
Im Rahmen dessen war er wesentlich verantwortlich für die Einführung des Fernsehens in der Schweiz und ein Pionier der Sprache und Musik kombinierenden Radioprogramme.
Von 1954 bis 1969 war Bezençon Vorsitzender der Programmkommission der Europäischen Rundfunkunion (EBU). In dieser Funktion war er massgeblich für die Einführung des europäischen Programmnetzwerks Eurovision verantwortlich. Während einer Konferenz der Programmkommission Ende Januar 1955 in Monaco trug er die Idee zu einem europäischen Schlagerwettstreit nach dem Vorbild des Sanremo-Festivals vor. Am 19. Oktober 1955 beschloss daraufhin die Generalversammlung der EBU die Veranstaltung eines Grand Prix Eurovision de la Chanson Européenne, des späteren Eurovision Song Contest, durchgeführt erstmals 1956 in Lugano. Das 1961 gegründete Festival der Fernsehunterhaltung Goldene Rose von Montreux geht ebenfalls auf Bezençon zurück.
Von 1963 bis 1972 war er Mitglied des Verwaltungsrates der Schweizerischen Depeschenagentur.

## Preis
Seit 2002 wird jährlich während des Eurovision Song Contest der Marcel-Bezençon-Preis für das beste Lied, die beste künstlerische Darstellung und die beste Komposition (jeweils gewählt von akkreditierten Journalisten, den Kommentatoren und den teilnehmenden Komponisten) verliehen.